# Drosophila attigua
Drosophila attigua este o specie de muște din genul Drosophila, familia Drosophilidae, descrisă de Hardy și Kaneshiro în anul 1969. Conform Catalogue of Life specia Drosophila attigua nu are subspecii cunoscute.